# Noblella ritarasquinae
Noblella ritarasquinae is een kikker uit de familie Strabomantidae. De soort werd voor het eerst wetenschappelijk beschreven door Jörn Köhler in 2000. Oorspronkelijk werd de wetenschappelijke naam Phyllonastes ritarasquinae gebruikt.
De soort leeft in Zuid-Amerika en komt endemisch voor in Bolivia op een hoogte van 1250 meter boven zeeniveau.